# 聞慶線
聞慶線（ムンギョンせん、朝鮮語: 문경선）は、大韓民国慶尚北道聞慶市の店村駅から聞慶駅までを結ぶ韓国鉄道公社の鉄道路線である。2018年以降は全線で営業が休止されている。

## 路線データ
- 路線距離:22.3km
- 軌間:1,435mm（標準軌）
- 駅数:4駅
- 複線区間:なし
- 電化区間:なし
- 地上区間:全線

## 沿革
沿線で産出される石炭の輸送を目的として、1953年1月18日に店村を起点に建設が開始され、1954年11月16日に一部区間が開通、1955年9月15日には鎮南を経て恩城（後の加恩駅）に至る区間が開通した。しかし、1969年6月20日に鎮南～聞慶間が開通すると、店村から鎮南を経て聞慶に至る線路が聞慶線とされ、残る鎮南～加恩間は加恩線（2004年に廃線）として分離された。その後、1980年代頃から石炭産業の凋落によって貨客輸送の需要が減ったため、1995年3月31日をもって舟坪～聞慶間の一般営業が終了し、定期列車は店村～舟坪間の貨物列車のみとなった。更に沿線の工場閉鎖により、2018年4月30日をもって店村～舟坪間の貨物取扱いも停止され、それ以降は定期列車の走らない営業休止路線となっている。
その一方で、1999年に建設交通部（現・国土交通部）は中部内陸線の建設計画を策定し、中部内陸線と当線及び慶北線の直通運転によって、京畿道利川市の夫鉢駅から慶尚北道金泉市の金泉駅までを結ぶ予定を立てた。このような事情から、当線は韓国鉄道公社から廃線ではなく「営業休止線」として扱われており、2019年時点でも韓国鉄道公社から鉄道路線の管理番号を割り振られている。ただし、設備の保存措置が取られてこなかったため、聞慶駅など一部の路線設備は他の用途に転用され、事実上鉄道としての機能を喪失した状態となっている。更に、線路の施設状況が地元住民の交通の妨げとなっているため、沿線の聞慶市は舟坪～聞慶間の線路移設と既存線路の撤去を韓国鉄道施設公団や国土交通部に要求している。

## 駅一覧
- 駅所在地は全線慶尚北道聞慶市内。

| 駅名   | 駅名     | 駅名      | 駅間キロ (km) | 累計キロ (km) | 駅 等級    | 駅種別     | 接続路線                 |
| 日本語 | ハングル | 英語      | 駅間キロ (km) | 累計キロ (km) | 駅 等級    | 駅種別     | 接続路線                 |
| ------ | -------- | --------- | ------------- | ------------- | ---------- | ---------- | ------------------------ |
| 店村駅 | 점촌역   | Jeomchon  | 0.0           | 0.0           | 3級        | 普通駅     | 韓国鉄道公社：慶北線     |
| 舟坪駅 | 주평역   | Jupyeong  | 7.1           | 7.1           | 営業休止中 | 営業休止中 |                          |
| 鎮南駅 | 진남역   | Jinnam    | 5.7           | 12.8          | 営業休止中 | 営業休止中 |                          |
| 聞慶駅 | 문경역   | Mungyeong | 9.5           | 22.3          | -          | 普通駅     | 韓国鉄道公社：中部内陸線 |

### 廃駅
- 仏井駅 - 舟坪駅と鎮南駅との間に存在した。1993年9月1日廃止。
- 新峴駅 - 鎮南駅と聞慶駅との間に存在した。2008年1月1日廃止。
- 麻城駅 - 鎮南駅と聞慶駅との間に存在した。2008年1月1日廃止。